# ۱۳۰۱ (میلادی)

## رویدادها
- زمین‌لرزه فریم (شهر)، در سال ۷۰۰ ق زمین لرزه‌ای روستاهای بسیاری را در مازندران جنوبی به تمامی ویران کرد و سبب افول رونق منطقه فریم شد.